# Verticuteermachine

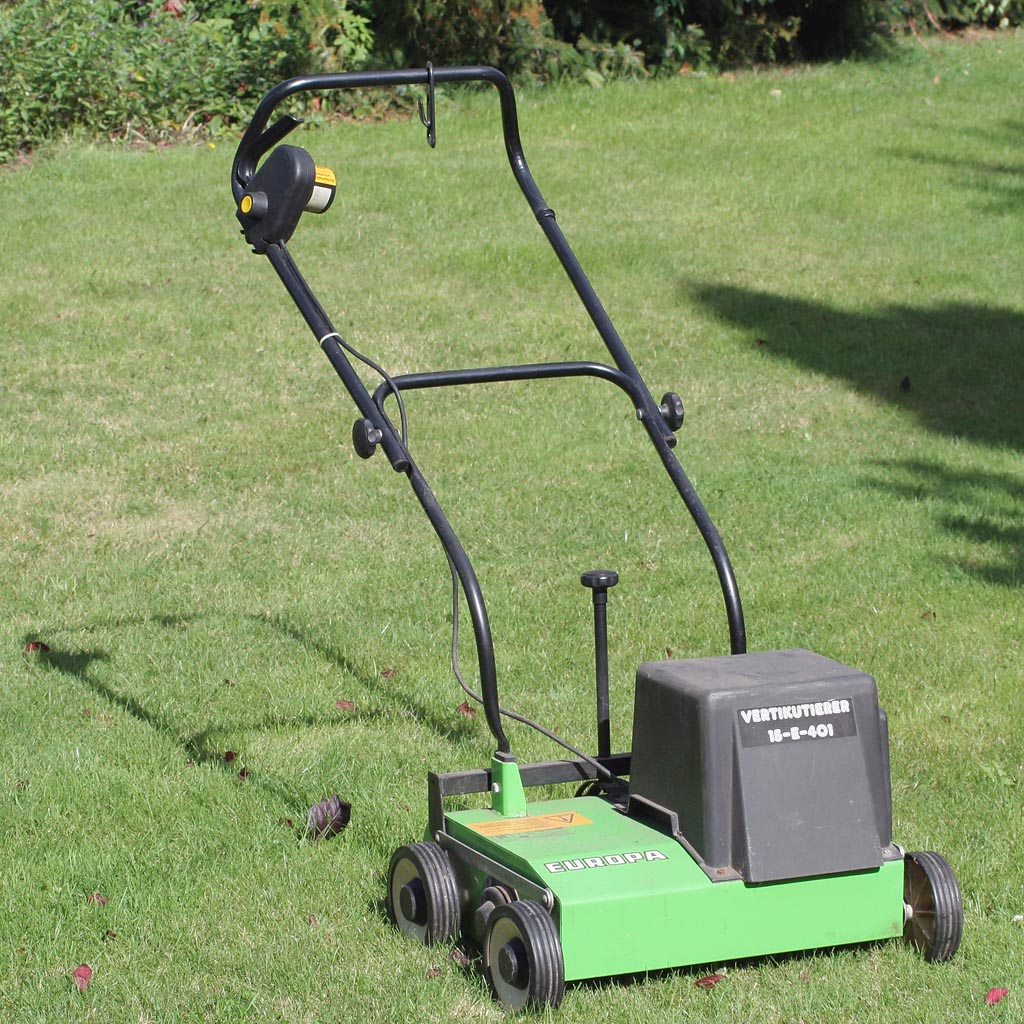
Een elektrische verticuteermachine

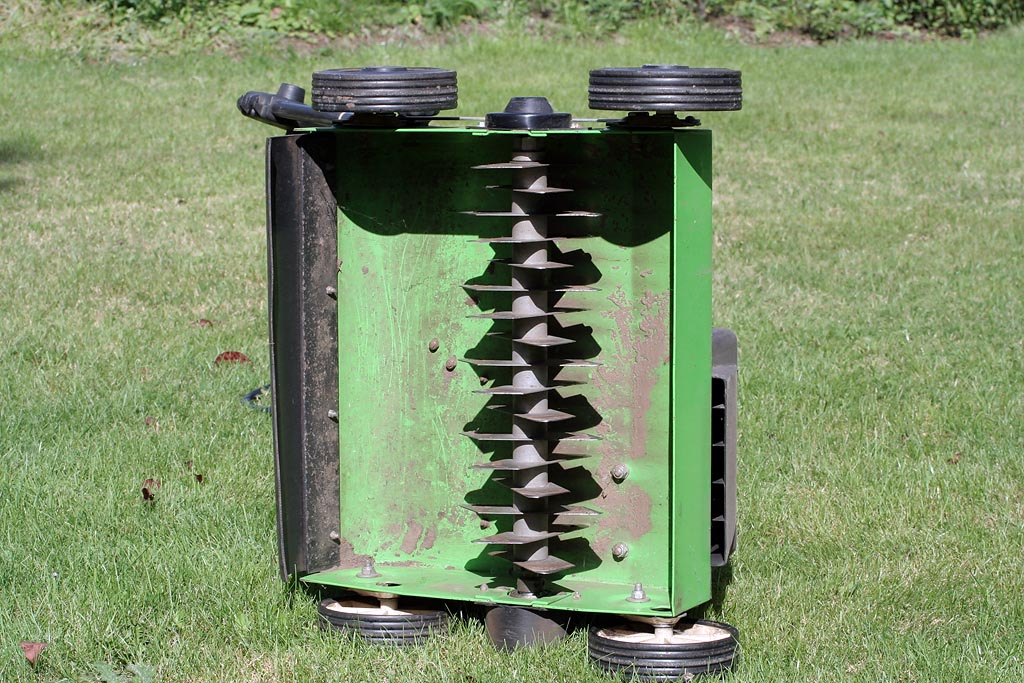
Onderaanzicht van dezelfde machine

Een verticuteermachine of verticulator is een apparaat waarmee dood gras (gazonvilt) en mos verwijderd kan worden uit een gazon.

## Verticuteren
Bij het maaien van gras blijft er altijd maaisel achter, het wordt uiteindelijk een soort viltlaag. Deze laag dood gras wordt in de loop van tijd steeds dikker, en wordt harder als men erop loopt. Hierdoor kan er geen lucht meer bij de wortels komen, waardoor het gras niet meer goed groeit. Men dient deze viltlaag te verwijderen, voordat het te dik en te hard wordt. Het weghalen van de viltlaag noemt men verticuteren. De term 'verticuteren' komt uit het Engels en is een samentrekking van 'vertical' (verticaal) en 'cut' (snede). Door te verticuteren kan water, lucht en voedsel makkelijker in de bodem doordringen, wat nodig is voor een gezond gazon. Ook krijgen de wortels meer ruimte om te groeien. Een verder voordeel is dat mos wordt bestreden, zodat dit zich niet verder kan uitbreiden waardoor het gras verdrukt wordt.

## Gereedschap
Voor het handmatig verticuteren kan een verticuteerhark worden gebruikt. Deze harken hebben haakvormige stalen messen, en kunnen ook van wieltjes zijn voorzien. Het werken ermee is zwaar, omdat er veel kracht moet worden gezet. Ze worden daarom voornamelijk gebruikt voor kleine tuinen. Een verticuteermachine heeft een ronddraaiende rol met stalen messen. Er zijn elektrisch aangedreven machines, en machines met een benzinemotor. Deze laatste zijn meer geschikt voor professioneel gebruik en/of om grote oppervlakken mee te verticuteren.

## Beluchten
Bij een grasveld waarop veel gelopen wordt zal de grond verdichten, waardoor er geen lucht meer bij de wortels komt. Om dit tegen te gaan dient men het gras te beluchten. Anders dan bij het verticuteren, waar dood gras wordt verwijderd, worden er bij het beluchten enkel gaatjes in het grasveld geprikt. Hiervoor kan een verluchtingsvork worden gebruikt, of een prikrol waarmee hele rijen gaatjes tegelijk worden gemaakt. Behalve prikrollen die men zelf voortduwt, kunnen deze ook machinaal worden aangedreven, of achter een tractor worden gehangen. Doe-het-zelvers maken wel spijkerplankjes die met touwtjes onder de voeten worden gebonden en lopen dan hiermee over het gras.